# Diocèse de Guasdualito
Le diocèse de Guasdualito (en latin : Diœcesis Guasdualitensis ; en espagnol : Diócesis de Guasdualito) est un diocèse de l'Église catholique au Venezuela, suffragant de l'archidiocèse de Mérida.

## Territoire

Carte des diocèses du Venezuela avec le diocèse de Guasdualito en rouge

Le diocèse a un territoire couvrant 35184 km2 divisé en 14 paroisses situées dans quatre municipalités du Venezuela : Páez, Rómulo Gallegos et Muñoz dans l'État d'Apure (l'autre partie étant dans le diocèse de San Fernando de Apure) et Andrés Eloy Blanco dans l'État de Barinas   (l'autre partie étant dans le diocèse de Barinas). Le siège épiscopal est dans la ville de Guasdualito où se trouve la cathédrale de Notre-Dame du Mont-Carmel (es).

## Histoire
Le diocèse est érigé par le pape François le 3 décembre 2015 en prenant des territoires du diocèse de Barinas et du diocèse de San Fernando de Apure.

## Évêques
- Pablo Modesto González Pérez, S.D.B. (2015-2025), nommé évêque de La Guaira

## Sources
- http://www.catholic-hierarchy.org